# Horace Ridler
Horace Ridler (Surrey, Inglaterra, 1882-Sussex, Inglaterra, 1969), conocido en el medio artístico como The Zebra Man («El Hombre Cebra»), fue un artista profesional friki, aunque también trabajaba como extra en circos. Se llamaba a sí mismo The Great Omi («El Gran Omi»). Su destacado papel dentro de los escenarios artísticos le llevó a ser considerado «uno de los más famosos artistas de feria del siglo XX».
Estuvo casado con Gladys Ridler (conocida en los medios como Omette), una mujer que también trabajó en circos y eventos. Es recordado como uno de los grandes exponentes de la modificación corporal, y su figura se ha exhibido en museos, como el Cartwright Hall, Bradford, Inglaterra y en festivales como el Manchester Histories Festival de 2014, en Mánchester.
Una de las apariciones más recordadas en la vida de Horace Ridler se dio a finales de la década de 1930, cuando se presentó en un acto en la Feria Mundial de Nueva York. A la feria asistieron cerca de 22 millones de personas y gran parte de la multitud apreció la exhibición de Horace Ridler. También formó parte del famoso Barnum & Bailey Circus, durante un año. En sus actuaciones siempre se presentaba como El Hombre Cebra y era una de las más grandes atracciones.
En cuanto a su aspecto físico, Ridler siempre buscó ser diferente de los demás hasta el punto de modificar gran parte de su rostro. Empezó por tatuarse todo el cuerpo, lo que se conoce como body suit, expandió los lóbulos de las orejas para colocarse objetos, se perforó el tabique nasal para introducir huesos y buscó la ayuda de un dentista para limarse toda la dentadura. Además de esto, usaba grandes collares, vestía con atuendos llamativos y se pintaba las uñas y los labios.

## Biografía
Horace Leonard Ridler nació en una familia de clase alta que vivía en el condado no metropolitano de Surrey, sudeste de Inglaterra. Disfrutó de una infancia relativamente privilegiada, marcada por los viajes, la educación privada, el confort y una gran estabilidad económica. En su juventud conoció a Joe Green, un hombre que realizaba presentaciones en un circo y que le contaba anécdotas sobre su vida; Ridler quedó impresionado con los relatos de Green. También viajó a varios países de Europa y África.
Ridler decidió formar parte del ejército británico y permaneció durante varios años hasta llegar al grado de teniente segundo. Participó en la Primera Guerra Mundial y destacó por su conducta sobresaliente y gallardía. Su padre falleció y le dejó una herencia que malgastó en juegos de azar.
Fallecido su padre y con muy pocas perspectivas en su vida, Ridler decidió invertir el poco dinero que le quedaba en una granja avícola, pero no obtuvo buenos resultados. También trabajó como jinete, pero renunció al darse cuenta de que otros jinetes eran mejor que él. A comienzos de la década de los años 1920 Horace empezaría a interesarse por el tema de los tatuajes y las modificaciones corporales, después de conocer que varios artistas tatuados quienes, con inusuales modificaciones en su cuerpo, se exhibían y ganaban grandes sumas de dinero en espectáculos de variedad; estas personas eran conocidas en aquella época como «rarezas humanas».
A comienzos de la década de los años 1930 Ridler conoció a Gladys, con quien contrajo matrimonio. Juntos trabajaron en varias presentaciones, en donde ella era conocida como «Omette».[cita requerida]

## El Gran Omi

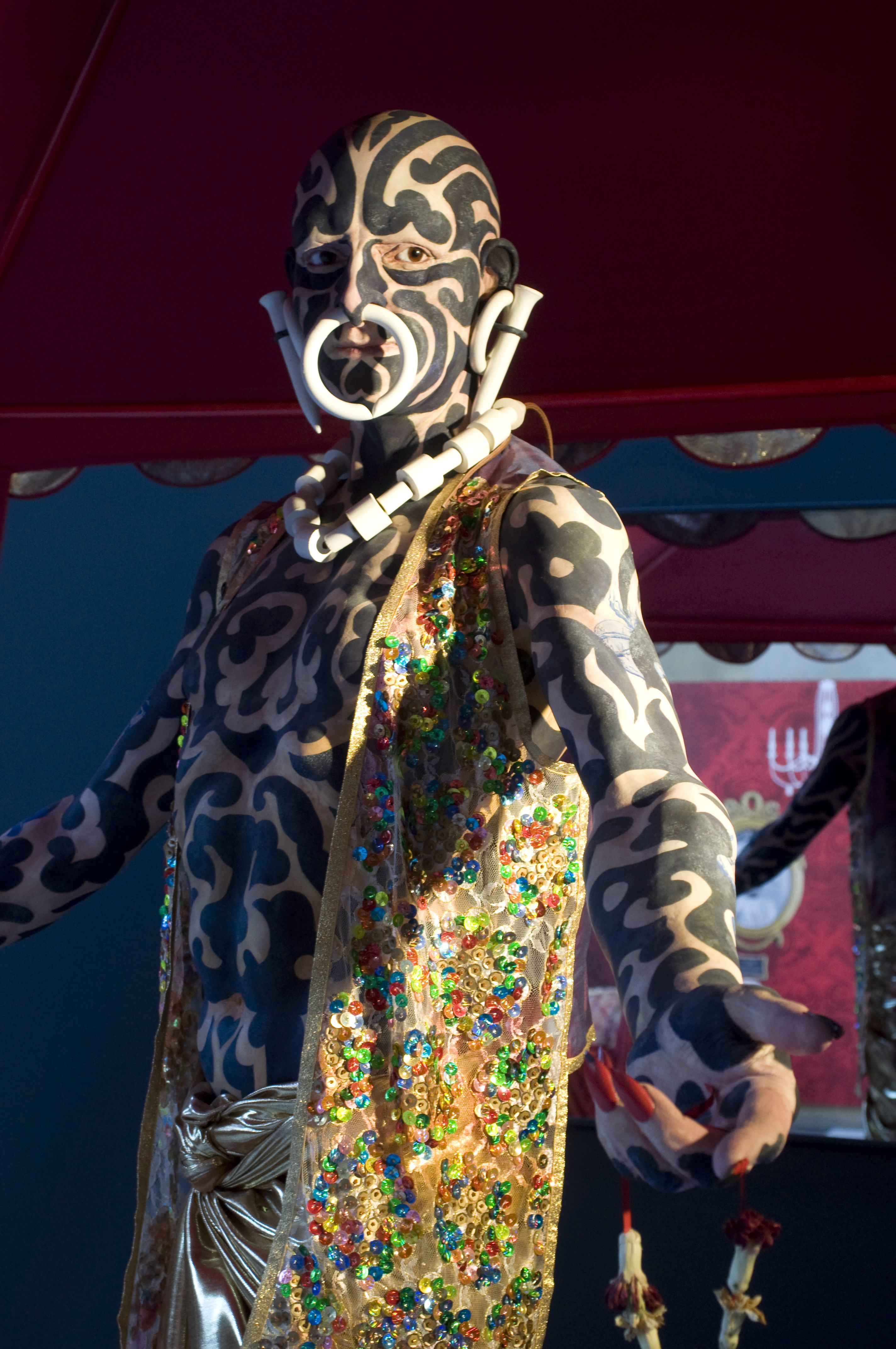
Figura de cera del Gran Omi, en una exhibición en el Cartwright Hall de Bradford, Inglaterra (2008).

Durante la década de 1930, mientras vivía en Mitcham, a pocos kilómetros al sur de Londres, Ridler tomó la decisión de dedicarse por completo al espectáculo. Contactó al artista George Burchett y le expresó la idea de tatuarse todo el cuerpo. Después de una serie de conversaciones Burchett accedió a su pretensión y realizó más de 150 horas de trabajo. El cuerpo de Ridler quedó completamente tatuado con rayas negras, muy semejante a una cebra. Más tarde afirmó que el costo del procedimiento ascendió hasta los 10 000 dólares, aunque Burchett manifestó que el precio real fue de 3000 dólares. Burchett también dijo que Ridler nunca pagó el costo total del procedimiento.
Después de su transformación, Ridler permaneció varios días en su casa como producto de la fuerte inflamación en la piel. Una vez recuperado, el británico obtuvo un empleo en Bertram Mills Circus, un circo de Paddington donde permaneció por muy poco tiempo. También trabajó con un circo francés. Aunque fue aclamado por el público en muchas ocasiones, Ridler también vivió momentos difíciles como artista. El trabajo en los circos era demasiado extenuante y poco remunerado, solía hacer presentaciones junto con leones sin ningún tipo de seguridad y sufrió de envenenamiento.
Como muchos artistas de feria, Ridler contaba al público su transformación física. Generalmente era presentado por su esposa Gladys Ridler, quien lo acompañaba a las giras y los eventos programados.

### Transformación física
Inicialmente, Ridler tatuó todo su cuerpo. A pesar del cambio, El Hombre Cebra consideró realizar otras modificaciones corporales porque sentía que no había logrado el cambio que deseaba. Para ello, contrató a un dentista para que le hiciera el limado en la dentadura, también se extendió los lóbulos de ambas orejas para poder introducir joyas y otros objetos de gran tamaño y peso; los lóbulos se expandían hasta una pulgada de diámetro. Adicionalmente, Ridler se mandó a perforar el tabique nasal con la intención de colocarse huesos y dientes de animales, generalmente colmillos de marfil. Sus atuendos también formaron parte de su aspecto visual, vestía con trajes coloridos y llamativos, grandes collares y se pintaba las uñas de diferentes colores.
A pesar de su apariencia física, fue uno de los pocos personajes en ser cuestionado y criticado. Después de finalizar la Segunda Guerra Mundial, los artistas que se dedicaron a exhibir sus cuerpos tatuados y modificados eran blanco de ataques y críticas por parte de la sociedad. Médicos y doctores representados por el sector de la salud, junto a líderes sociales criticaron fuertemente la exhibición de estas personas en eventos y festivales, porque no aceptaban esta práctica como «fuente de diversión y ganancias». Incluso, estas personas fueron catalogadas como enfermas y desafortunadas.

### Carrera
A finales de la década de 1930 Ridler viajó a la ciudad de Nueva York, Estados Unidos, con motivo de una presentación en la Feria Mundial de Nueva York, en el John Hix’s Odditorium. A la feria asistieron cerca de 22 millones de personas y gran parte de la multitud apreció la exhibición de Horace Ridler; parte del éxito de Ridler en los escenarios radicaba en las historias que contaba, algunas de ellas sobre secuestros y torturas, narraciones que «llegaban a impresionar al público». Antes de esta presentación, él y su esposa Gladys se fueron a un hotel ubicado en Times Square para ser entrevistados en televisión. Después de haberse presentado en Estados Unidos trabajó en el programa Ripley, ¡aunque usted no lo crea!. Se convirtió en uno de los artistas mejor pagados y llegó a realizar presentaciones en los estudios 20th Century Fox, gracias a su popularidad y reconocimiento dentro de los escenarios.
En 1940, Omi estuvo de gira con Barnum & Bailey Circus, donde apareció como El Hombre Cebra. Era anunciado constantemente como la estrella principal en los actos secundarios, pero después de una temporada dejó de trabajar.
Muy a pesar de todos los momentos negativos y positivos a lo largo de su carrera, Horace logró mantenerse en el medio y viajó junto con su esposa a varios países, entre ellos, Canadá, Estados Unidos, Nueva Zelanda, Inglaterra y Francia, bajo el nombre de El Gran Omi.
Al final de su carrera, Omi decidió volver a Inglaterra y ofreció sus servicios de manera gratuita a las tropas británicas y organizaciones sin ánimo de lucro. También promovió la venta de bonos de guerra. Finalmente Omi se retiró de los escenarios a comienzos de la década de 1950 en Chalvington with Ripe, un pequeño pueblo en Sussex, Inglaterra, donde murió en 1969. Su esposa Gladys falleció cuatro años después por un cáncer de mama.

## Legado
Ridler es recordado como uno de los más grandes exponentes del tatuaje, la modificación corporal y el espectáculo artístico. Suele ser un referente en temas sobre tatuajes y parte de su vida ha sido relatada en varias publicaciones. Las imágenes con su rostro o su cuerpo también se ilustran en bolsos, maletines, suéteres. Aparece en revistas especializadas y hasta en postales. Su figura se ha exhibido en varios museos y festivales como el Bradfords Cartwright Hall, Bradford, Inglaterra y el Manchester Histories Festival de 2014, en la ciudad de Mánchester, entre otros lugares.
La vida de Ridler fue mostrada a través de un cortometraje en la cadena británica Channel 4, donde Duncan Bell personificó a The Great Omi y Minnie Driver a Gladys, la esposa de Horace Ridler.